# Карл Ларсон
Карл Улов Ларсон (на шведски: Carl Olof Larsson) е шведски художник, считан за най-известния шведски живописец. Неговите идилични платна, акварели и рисунки изобразяват живота на семейството му. Той заедно с жена си Карина поставят една тенденция за шведския дом, която достига дори в наши дни, особено за жителите на Швеция. В някои сайтове се споменава, че ИКЕА са взели стила си от неговите рисунки – деца със сламен цвят на косите, тичащи върху раирани килими, постлани върху необработени чамови подове. Домът, в който са живели в Сундборн, днес е превърнат в музей. Ларсон става широко известен през 1909 година със своята книга „Дом под слънцето“, която тогава е бестселър.

## Биография
Роден е на 28 май 1853 година в Стокхолм, Gamla Stan (Старият град), в семейство на бедни родители. Майка му работи като перачка, а баща му е обикновен работник, който обичал да пие и ставал жесток. Изкарвал гнева си върху своя син. Таланта на 13-годишния Карл е забелязан от неговия гимназиален учител, който му дава препоръки за Кралската художествена академия в Стокхолм. За да плати обучението си в академията, Ларсон работи като ретушор на фотографии, а след това започва да публикува във вестниците първите си творби – карикатури и графики.
Ларсон посещава Франция през 1877 г., но не проявява интерес към царуващия тогава в Париж импресионизъм. Заедно с други шведски художници се заселва на 70 km от Париж. През това време рисува множество акварели от натура. През 1879 г. се запознава с Карина Берг, която скоро става негова жена.  За сватбата се завръщат в Швеция. В началото на 1880-те години Ларсон работи много и непрекъснато пътува между Франция и Швеция. Става един от основателите на Асоциацията на шведските художници – „Опоненти“. Той е известен като илюстратор, а на парижкият Салон през 1883 г. даже негова работа получава награда. В творбите си той използва различни техники и материали.
През 1888 г. семейството получава подарък от родителите на двойката, малка къща в близост до Стокхолм. 
През 1901 година семейството се премества в нея и идиличният живот в собствено имение, заобиколен от жена и осем деца, става източник на вдъхновение за художника. В албумите си „Наш дом“ („Спадърфет, нашето крайградско имение“) Ларсон рисува живота на семейството си, в ежедневие и празници. Тези творби са израз на вътрешния свят на художника и негов творчески маниер. Ларсон се изразява с локални цветове и тънък черен контур, с много детайли на рисунъка. Албумите на Ларсон са израз на неговата концепция за живота. Акварелите му са събрани в серии, които се издават във вид на книги.
- „Моето семейство“, 1895;
- „Дом“, 1899;
- „Ларсонови“, 1902;
- „Моята малка ферма“, 1906;
- „Слънчев дом“, 1910, и др.

Лайфстайла избран от съпрузите се следи от всички – при избор на дрехи, храна, водене на домакинството и в оформлението на дома.
Ларсон умира на 22 януари 1919 г. в Сундборн, близо до Фалун. 

## Галерия
- Бриде
- Малката Сузана
- Криеница
- Малка закуска
- Неделна почивка
- Преди игра
- Модел пише пощенски картички
- Коледно утро